# Kähler-variëteit
In de wiskunde is een Kähler-variëteit een variëteit met unitaire structuur (een U(n)-structuur) die voldoet aan een integreerbaarheidsvoorwaarde. 
Een Kähler-variëteit is tegelijkertijd een Riemann-variëteit, een complexe variëteit en een symplectische variëteit, waar deze drie structuren allen wederzijds compatibel zijn. 
Deze drieledige structuur komt overeen met de presentatie van de unitaire groep als een doorsnede: 
{\displaystyle U(n)=O(2n)\cap GL(n,\mathbf {C} )\cap Sp(2n).}
Zonder enige integreerbaarheidsvoorwaarde. is het analoge begrip een bijna Hermitische variëteit. Als de Sp-structuur integreerbaar is (maar de complexe structuur dit niet hoeft te zijn), is het begrip een bijna Kähler-variëteit; als de complexe structuur integreerbaar is (maar de Sp-structuur dit niet hoeft te zijn), is het begrip een Hermitische variëteit. 
Kähler-variëteiten zijn vernoemd naar de wiskundige Erich Kähler. Zij zijn belangrijk in de algebraïsche meetkunde. Kähler-variëteiten zijn een differentiaalmeetkundige veralgemening van complexe algebraïsche variëteiten.